# Shirley Conran
Pour les articles homonymes, voir Conran.
Dame Shirley Conran, née Shirley Ida Pearce le 21 septembre 1932 à Hendon et morte le 9 mai 2024 à Londres, est une romancière et journaliste britannique.

## Biographie
Shirley Ida Pearce naît le 21 septembre 1932 à Londres. 
Mariée au designer britannique Terence Conran de 1955 à 1962, Shirley a avec lui deux fils : les designers Jasper et Sebastian Conran. 
Elle travaille dans le design textile avant de se lancer dans le journalisme. 
Shirley Conan se met à écrire des livres après qu'on lui a diagnostiqué une encéphalomyélite myalgique (EM) à la fin de la trentaine et qu'elle ne peut plus travailler à temps plein. Elle devient célèbre grâce à ses ouvrages, dont l'un, Superwoman, publié en 1975, a été reconnu depuis comme un guide pratique féministe. Elle est aussi connue pour le livre Lace, mis en vente en 1982.
En avril 2024, Jasper Conran explique au Daily Mail que sa mère est « sur le point d'achever son voyage » et qu'elle recevrait son titre de dame dans son lit d'hôpital. Shirley Conran meurt le 9 mai 2024 à l’âge de 91 ans.